# Rubén Corbo
Rubén Corbo, vollständiger Name Rubén Romeo Corbo Burmia, (* 20. Januar 1952) ist ein ehemaliger uruguayischer Fußballspieler.

## Karriere

### Verein
Der 1,76 Meter große Offensivakteur Corbo, Bruder des Fußballtorhüters Walter Corbo, stand 1970 in Reihen von Racing. In jenem Jahr konnte er in einem Spiel gegen Peñarol ein Tor gegen seinen, das Tor des Gegners hütenden Bruder erzielen. Er gehörte sodann von 1971 bis 1974 dem Kader Peñarols in der Primera División an. Mit den Aurinegros gewann er in diesem Zeitraum 1973 und 1974 die uruguayische Meisterschaft sowie 1974 die Trofeo Teresa Herrera. Auch steht für den Verein aus Montevideo in dieser Phase 1974 der Gewinn der Liguilla Pre-Libertadores zu Buche. Anschließend führte Corbos Weg nach Mexiko. Dort spielte er von der Spielzeit 1974/75 bis 1979/80 bei Monterrey. Insgesamt erzielte er dort je nach Quellenlage 63 oder 68 Tore. Damit rangiert er in der Bestenliste der Vereinsgeschichte an dritter Stelle. In den Saisons 1980/81 bis 1983/84 stand er bei Tampico bzw. dem Nachfolgeverein Tampico Madero unter Vertrag.

### Nationalmannschaft
Corbo war Mitglied der A-Nationalmannschaft Uruguays, für die er zwischen dem 8. Februar 1971 und dem 23. Juni 1974 23 Länderspiele absolvierte. Ein Länderspieltor erzielte er nicht. Corbo nahm mit Uruguay an der Weltmeisterschaft 1974 teil. Dort kam er im Verlaufe des Wettbewerbs in den beiden Gruppenspielen gegen Bulgarien und Schweden zum Einsatz.

### Erfolge
- 2× Uruguayischer Meister: 1973, 1974
- Liguilla Pre-Libertadores: 1974
- Trofeo Teresa Herrera: 1974